# Revue de cuisine
Revue de cuisine, H. 161, est un sextuor pour clarinette, basson, trompette, violon, violoncelle et piano de Bohuslav Martinů, composé en 1927. Chaque instrument symbolise un ustensile de cuisine, la Casserole, le Couvercle, le Fouet, le Torchon et le Balai. L'oeuvre rencontre un tel succès que Martinů l'a également adaptée en une suite orchestrale et en une version pour piano.

## Naissance de l'œuvre
Sur une commande de Božena Neběská et un livret de Jarmila Kröschlová, Martinů écrivit la musique de Pokušení svatoušká hrnec (La Tentation de la Sainte-Cassetrole), qui connut le succès sous le nouveau titre de La Revue de cuisine, où les danseurs utilisaient des ustensiles de cuisine. Écrit à Paris, il fut créé à Prague.

## Argument
La mariage de la Casserole et du Couvercle est menacé par le Fouet. La Casserole succombe à la flatterie du Fouet et le Torchon fait les yeux doux au Couvercle, mais il est défié en duel par le Balai. Mais la Casserole est en manque des câlins du Couvercle, qui ne peut être retrouvé nulle part. Puis il réapparaît brusquement, et la Casserole et le Couvercle reforment leur couple, tandis que le Torchon et le Balai se mettent ensemble.

## Analyse de l'œuvre
Le ballet est en 10 mouvements : 
1. Prologue (Allegretto)
2. Introduction (Tempo de marche)
3. Danse du moulinet autour de la casserole (Poco meno)
4. Danse de la Casserole et du Couvercle (Allegro)
5. Tango (Danse d'amour. Lento)
6. Duel (Poco a poco allegro. Tempo di Charleston)
7. Entracte (Lamentation de la Casserole. Allegro moderato)
8. Marche funèbre (Adagio)
9. Danse radieuse (Tempo di marche)
10. Fin du drame (Allegretto)

La suite est en 4 mouvements :
1. Prologue - Allegretto (marche)
2. Tango (lento)
3. Tempo di charleston
4. Finale: Tempo di marcia (allegretto)

## Discographie sélective
- Czech Philharmonic Orchestra, cond. Christopher Hogwood. Supraphon 2004. SU 3749-2 031
- Bohuslav Martinů: La Revue de Cuisine, Nonet, Three Madrigals, and other chamber music, The Dartington Ensemble (leader: Oliver Butterworth) (2 CD, Hyperion Dyad, 1998)
- Holst Sinfonietta, Klaus Simon Naxos 2012